# NK Varaždin
NK Varaždin je chorvatský fotbalový klub z Varaždínu založený roku 2012. Momentálně hraje nejvyšší chorvatskou fotbalovou ligu.

## Historie
Varaždin SN byl založen roku 2012 poté, co zanikl klub NK Varteks Varaždin. Klub zanikl ve druhé polovině sezony 2011-12 z důvodu vysokých finančních dluhů. V roce 2015 se klub přejmenoval na NK Varaždin poté, co se starý klub přejmenoval na VŠNK Varaždin a zbankrotoval.